# Guillaume Marafin
Guillaume Marafin, mort à Carlepont le  5 août 1501,  est un prélat français du XVe siècle. 
Il est évêque de Noyon à partir de 1473. Sous Guillaume Marafin la ville de Noyon est  ravagé par les guerres entre Louis XI et le duc de Bourgogne. D'autre part Marafin et son chapitre sont aussi constamment en querelle. Le roi Louis XI avait fait signifier aux chanoines qu'il voulait pour évêque Guillaume Marafin, et non point d'autres. Les chanoines cédèrent, mais gardèrent rancune au prélat et lui firent rude guerre.

## Source
- Études sur l'histoire de l'art: sér. Moyen Âge, 1868, p. 228.